# Luci d'artista

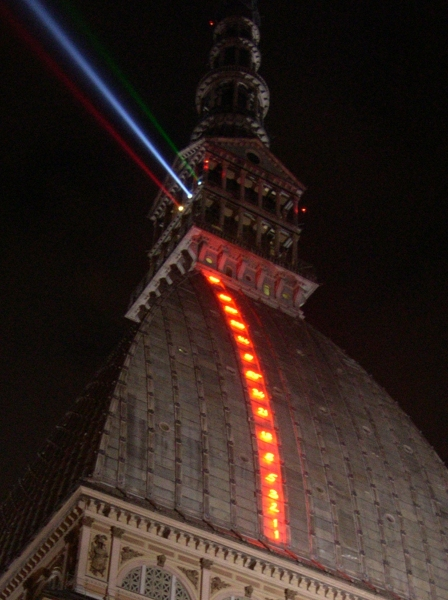
Il volo dei numeri di Mario Merz, installazione torinese permanente

Luci d'Artista è una manifestazione culturale avviata dal comune di Torino nel 1998 e successivamente intrapresa anche dai comuni di Salerno e Pescara, per quanto il marchio rimanga un'esclusiva torinese. In occasione del periodo natalizio, alcune piazze e vie cittadine sono addobbate con luminarie concepite da artisti contemporanei, che si qualificano per l'alto valore scenografico o per valori fortemente simbolici e concettuali.

## Storia
Le Luci d'Artista, punto di riferimento dell'arte contemporanea, nascono a Torino nel 1998 su iniziativa di Fiorenzo Alfieri. Vengono invitati 12 artisti (Vasco Are, Francesco Casorati, Enrico De Paris, Richi Ferrero, Carmelo Giammello, Emanuele Luzzati, Luigi Mainolfi, Mario Molinari, Luigi Nervo, Giulio Paolini, Luigi Stoisa, Francesco Tabusso) e due giovani artisti, Domenico Luca Pannoli ed Enrica Borghi - selezionati attraverso un concorso nazionale d'idee. La sesta edizione del 2004 propone a Torino (fra l'altro) l'opera di Mario Merz, famoso esponente dell'arte povera scomparso nel 2003, chiamata Il volo dei numeri: I primi numeri della successione di Fibonacci sono collocati sulla Mole Antonelliana, e riferiscono, come spesso avviene nella poetica merziana, dell'apparente caos nello sviluppo delle forme di vita. Scenografica e fotogenica anche l'installazione di Daniel Buren detta Tappeto volante.
L'evento, che riscuote successo sin dalla sua prima edizione, fa apparire la metropoli piemontese vestita di luci ed attira annualmente numerosi turisti italiani e stranieri. Dal 2024, inoltre, la tradizionale edizione invernale viene affiancata da una breve accensione estiva per celebrare l'arrivo del solstizio.
La collezione, partita nel 1998, si è progressivamente ampliata e nel 2015 comprende le opere di numerosi artisti: Mario Airò, Vasco Are, Carlo Bernardini, Valerio Berruti, Enrica Borghi, Daniel Buren, Francesco Casorati, Nicola De Maria, Enrico Tommaso De Paris, Richi Ferrero, Martino Gamper, Marco Gastini, Carmelo Giammello, Jeppe Hein, Jenny Holzer, Rebecca Horn, Alfredo Jaar, Joseph Kosuth, Emanuele Luzzati, Qingyun Ma, Luigi Mainolfi, Mario Merz, Mario Molinari, Luigi Nervo, Mimmo Paladino, Domenico Luca Pannoli, Giulio Paolini, Michelangelo Pistoletto, Tobias Rehberger, Vanessa Safavi, Luigi Stoisa, Francesco Tabusso, Jan Vercruysse e Gilberto Zorio (già autore, quest'ultimo, di Luce Fontana Ruota nel 1999 ai Murazzi del Po per la seconda edizione).

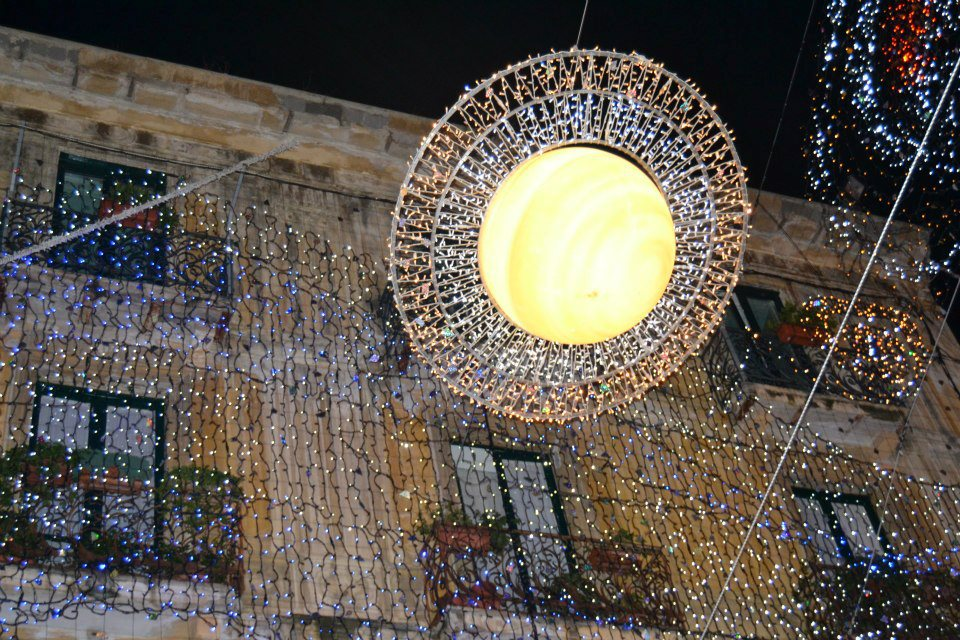
Luci d'artista a Salerno nel 2012

La stessa iniziativa è stata adottata anche nella città di Salerno nel 2006 e, dieci anni più tardi, nella città di Pescara. Un gemellaggio ideale tra le tre città, Torino, Salerno e Pescara, ha prodotto uno scambio reciproco. Nel periodo della manifestazione (novembre-gennaio) parte delle luci adottate l'anno precedente dal capoluogo piemontese sono state esposte a Salerno e Pescara, oltre ad altre opere inedite appositamente commissionate. Negli anni seguenti, invece, la città di Torino ha adottato diverse opere del comune campano e di quello abruzzese, iniziando così un "gemellaggio" vero e proprio con scambio delle opere delle tre città partecipanti. Nel 2009, l'albero di Natale di 25 metri situato in piazza Portanova risultava essere il più alto di tipo artificiale in Italia.

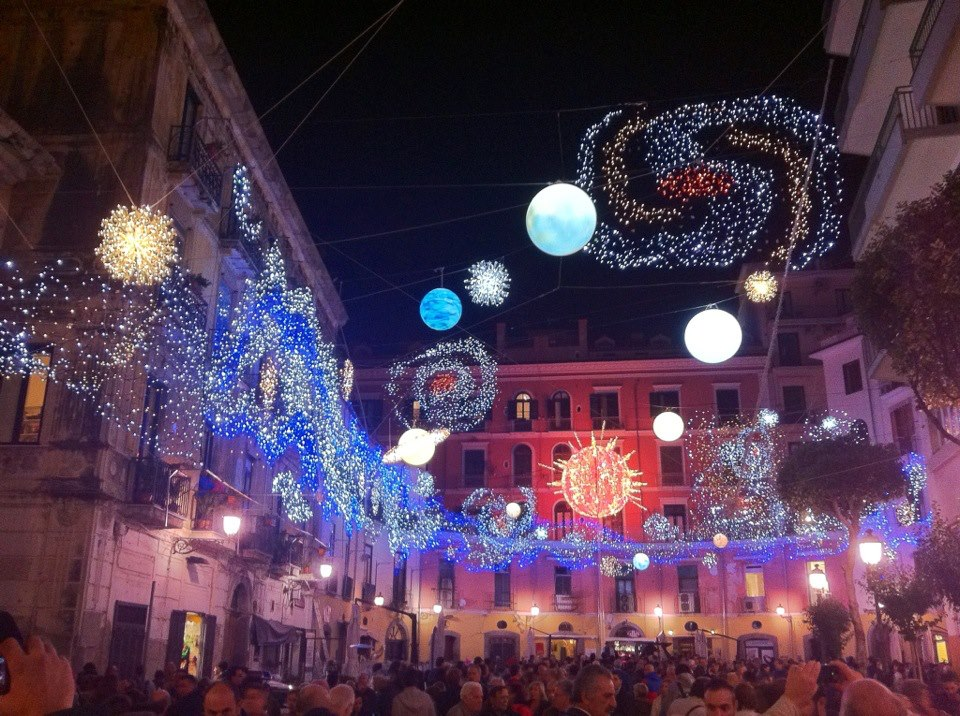
Planetario, esposto sia a Salerno che a Pescara

Nel 2011 la manifestazione salernitana vede la partecipazione dell'artista Nello Ferrigno. Di particolare successo dell'edizione salernitana è il tema del giardino incantato, che avvolge di luci variegate e sempre diverse il centro storico cittadino, rendendo la Villa comunale di Salerno un autentico giardino fiabesco con maghi, stregoni, tunnel luminosi e figure incantate.

## Galleria d'immagini

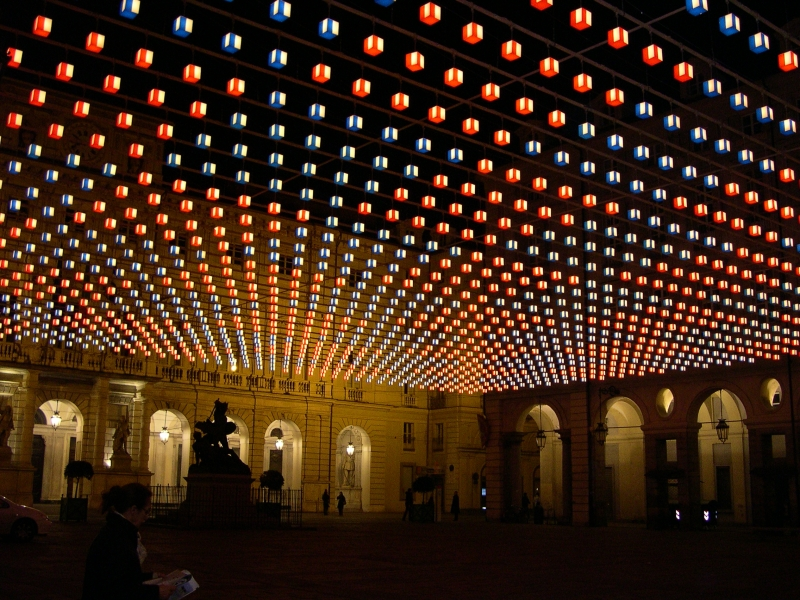
Daniel Buren - Tappeto volante (Piazza Palazzo di Città)
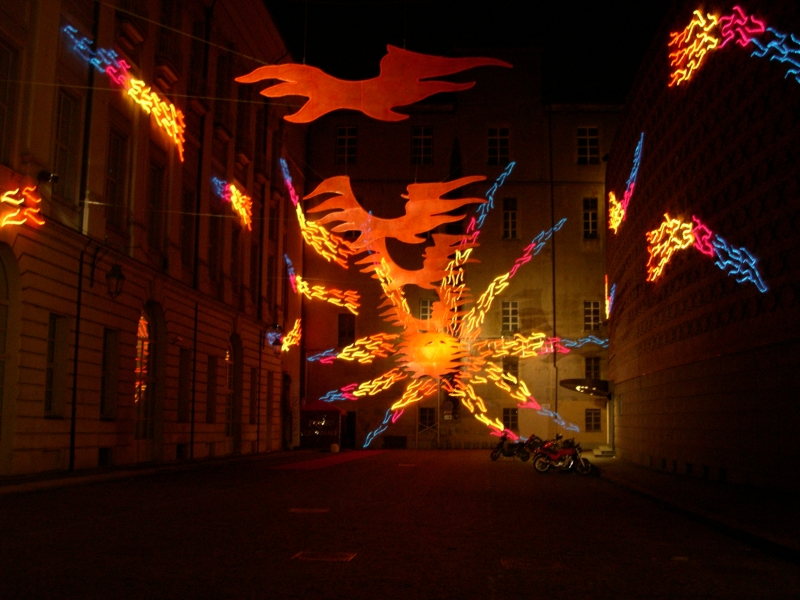
Luigi Nervo - Vento solare  (Piazzetta Carlo Mollino)
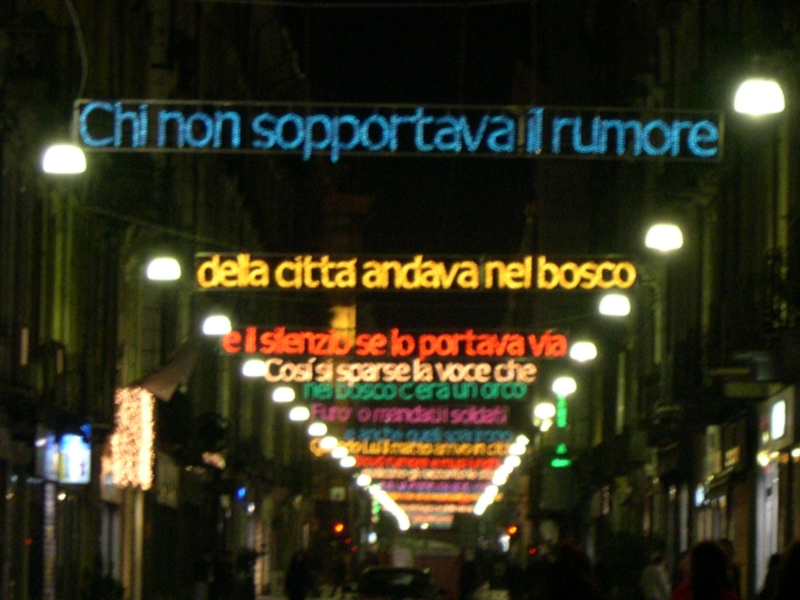
Luigi Mainolfi - Luì e l'arte di andare nel bosco (Via Garibaldi)
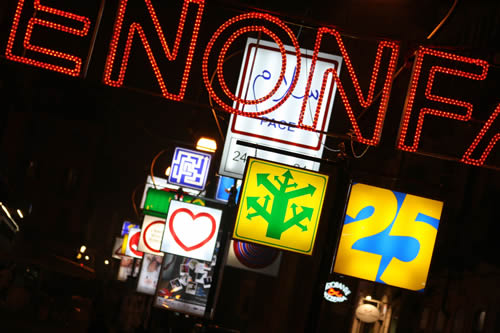
Domenico Luca Pannoli - L'amore non fa rumore
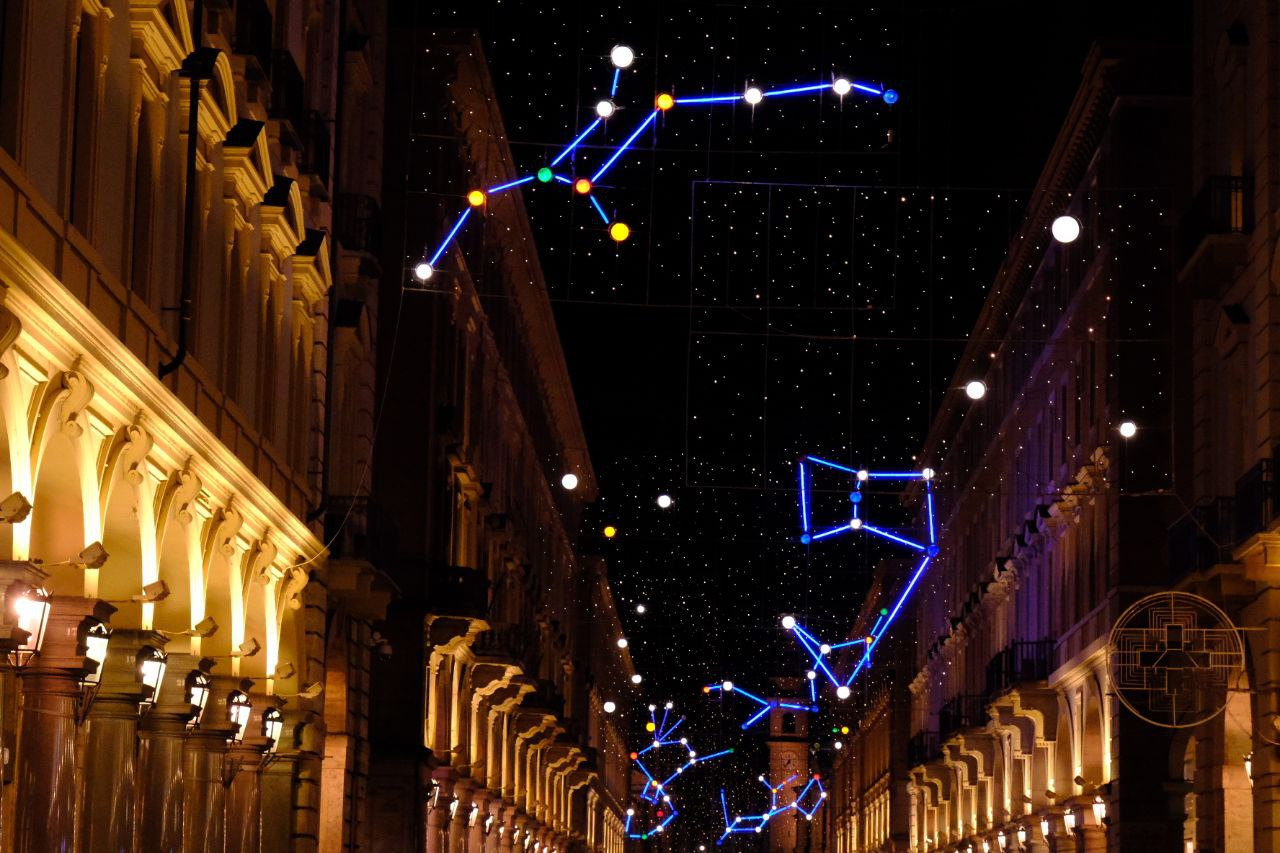
Carmelo Giammello - Planetario (Via Roma)

## Cultura di massa
La rassegna salernitana compare nella commedia Babbo Natale non viene da Nord (2015).